# 群馬県立歴史博物館
群馬県立歴史博物館（ぐんまけんりつれきしはくぶつかん）は、群馬県高崎市にある博物館。第21回BCS賞受賞。

## 概要
1979年に群馬の森内に開館した県立の歴史博物館。展示活動は、常設展のほか年数回の企画展を開催する。

## 沿革
- 1975年（昭和50年）8月 - 博物館建設基本計画の作成。
- 1977年（昭和52年）9月 - 博物館の建設工事着工。設計は大高建築設計事務所。施工は佐田建設と井上工業。
- 1979年（昭和54年）10月 - 開館。
- 1983年（昭和58年）10月15日 - 昭和天皇が行幸（群馬県で開催された国民体育大会に出席のため来県）[5]。
- 2011年（平成23年） - 展示中の重要文化財に水滴が落ちる事故が発生、公開承認施設指定を取り消される。
- 2014年（平成26年） - 上記事故に関して改修する方針が決まり、休館。
- 2016年（平成28年）7月23日 - 大規模改修が完了（日本設計[6]）。リニューアルオープン。

## 展示
- 国宝展示室
  - 綿貫観音山古墳の世界
- 通史展示
  - 原始
  - 古代
  - 中世
  - 近世
  - 近現代

## 所蔵文化財

### 国宝
- 〇群馬県綿貫観音山古墳出土品（日本国（文化庁）所有、群馬県立歴史博物館保管）[7] - 出土品の明細は綿貫観音山古墳の項を参照。

### 重要文化財（国指定）
- 埴輪鶏 群馬県佐波郡境町上武士（かみたけし、現伊勢崎市）天神山出土（群馬県所有）
- 岩版 群馬県佐波郡境町米岡（現伊勢崎市）出土（群馬県所有）
- 緑釉水注1口、緑釉埦3口、緑釉皿4枚、銅鋺1口　群馬県前橋市総社町総社出土（群馬県所有）
- 群馬県舞台一号墳出土品（日本国（文化庁）所有、群馬県立歴史博物館保管）[8]
- 上野塚廻り古墳群出土埴輪（日本国（文化庁）所有、群馬県立歴史博物館保管）[9]

※上記は日本国（文化庁）所有及び群馬県所有の物件のみを収録し、社寺等からの寄託品は割愛した。
※群馬県所有物件については高崎市の文化財 国指定・登録による。

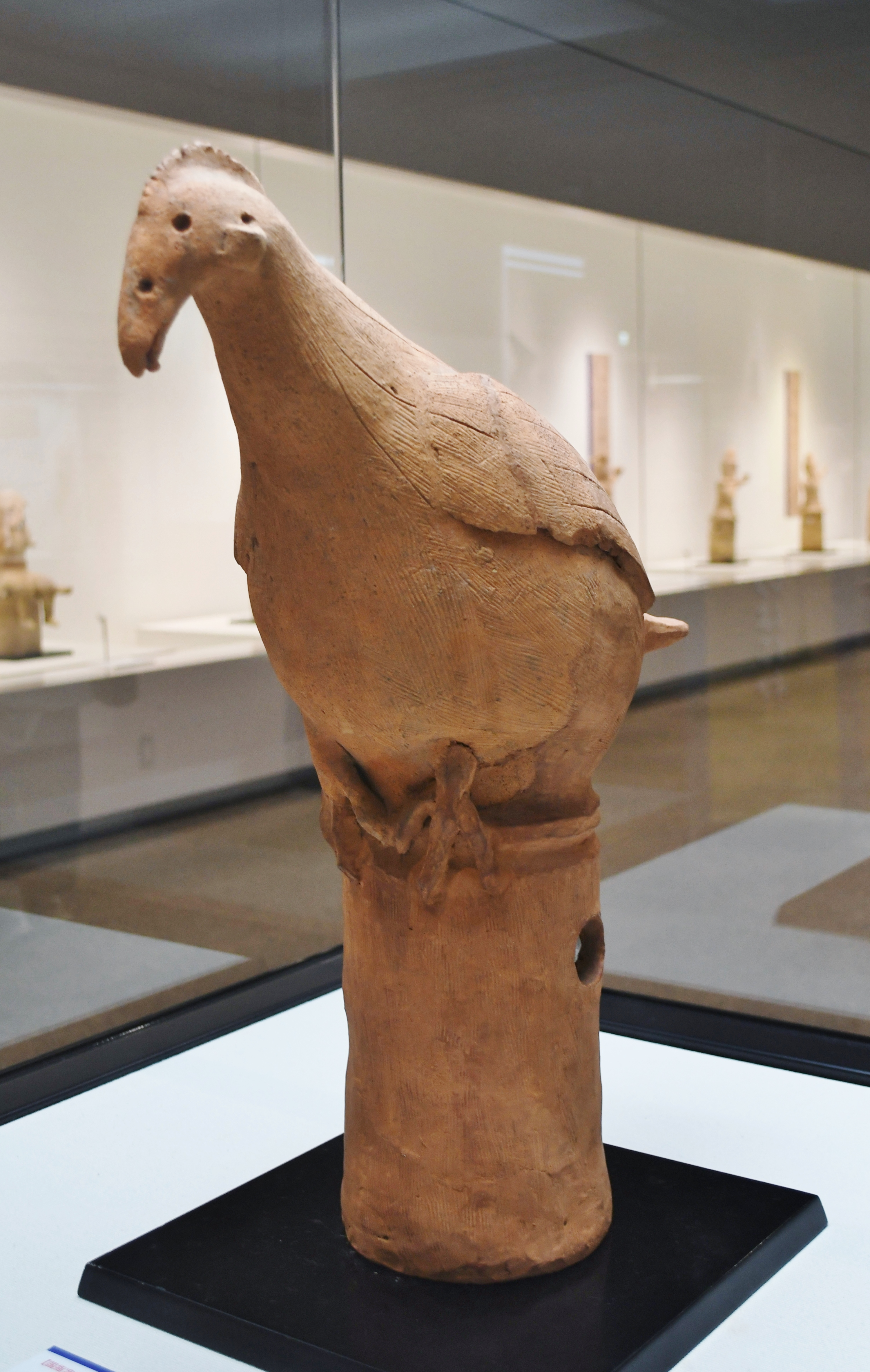
剛志天神山古墳出土 埴輪 鶏
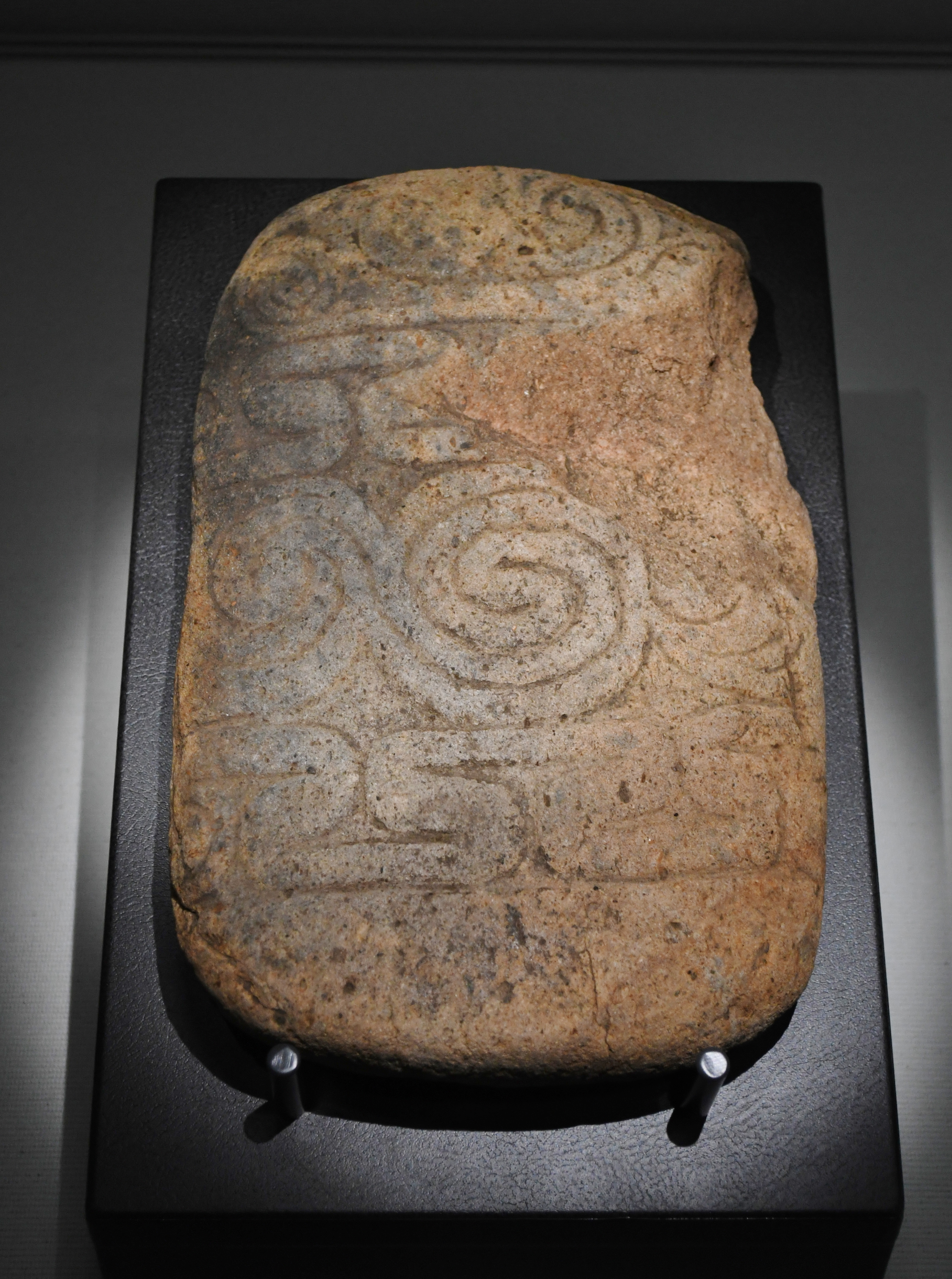
北米岡遺跡出土 岩版
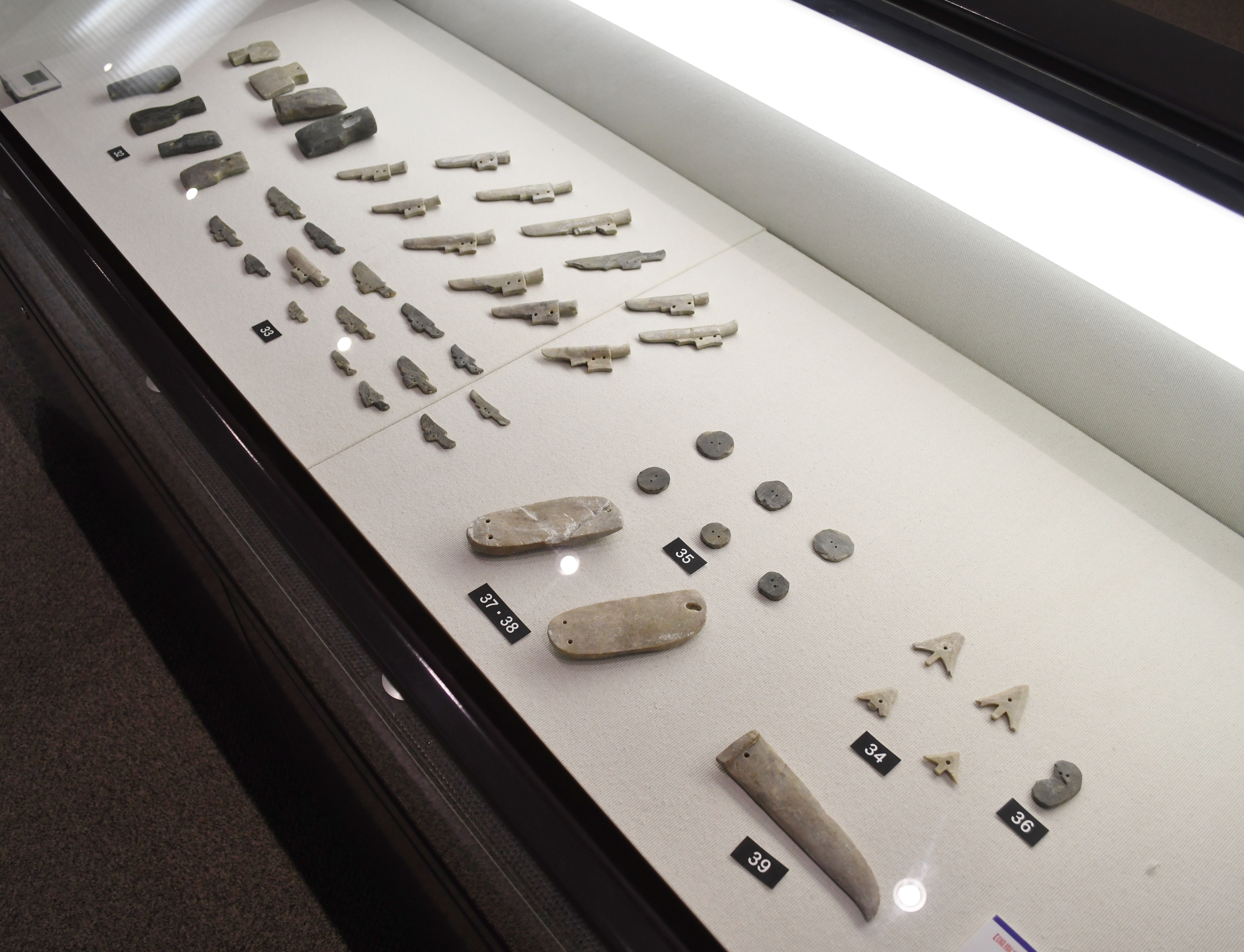
舞台1号墳出土 石製品
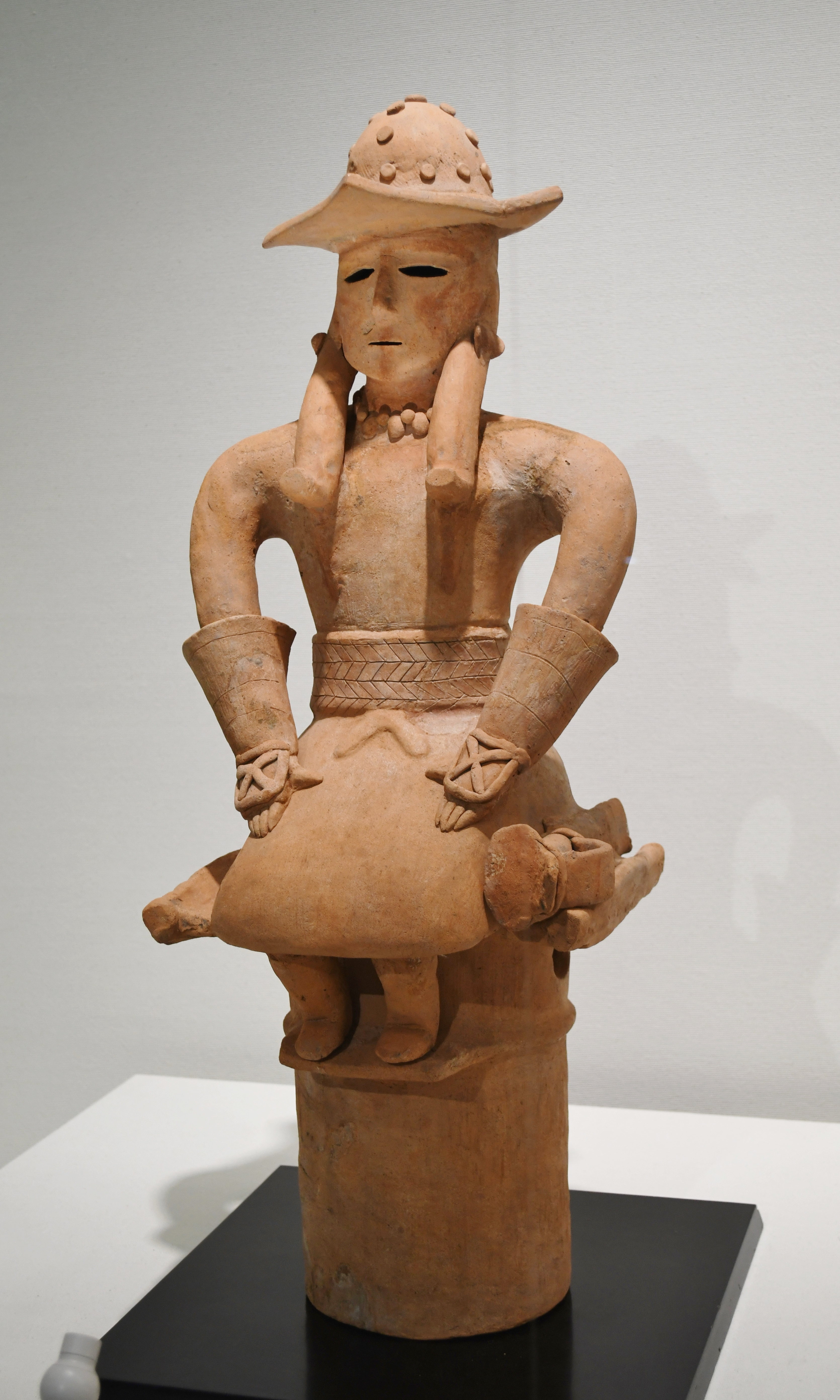
塚廻り3号墳出土 埴輪 倚座の男子
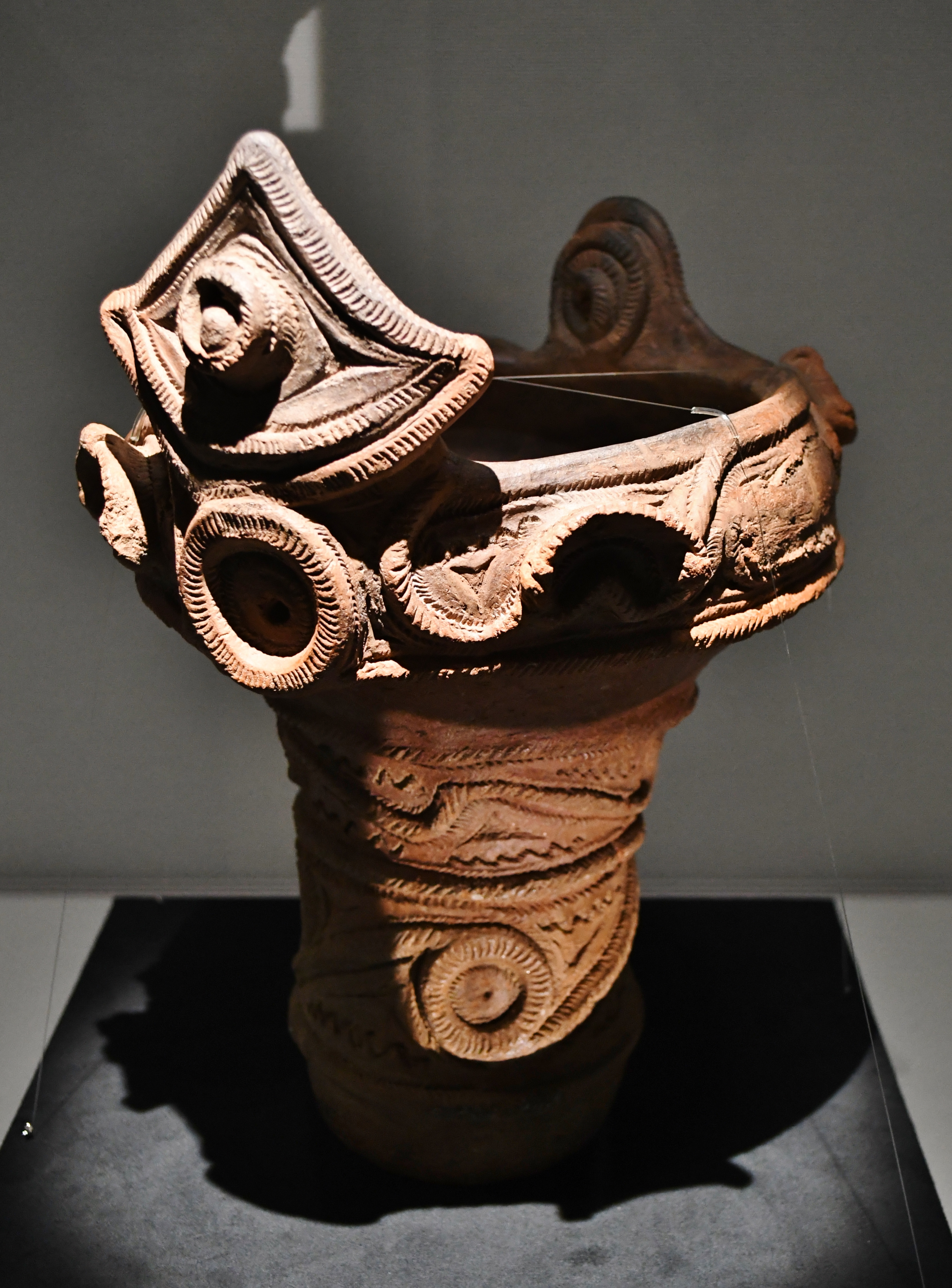
房谷戸遺跡出土 深鉢

### 群馬県指定文化財

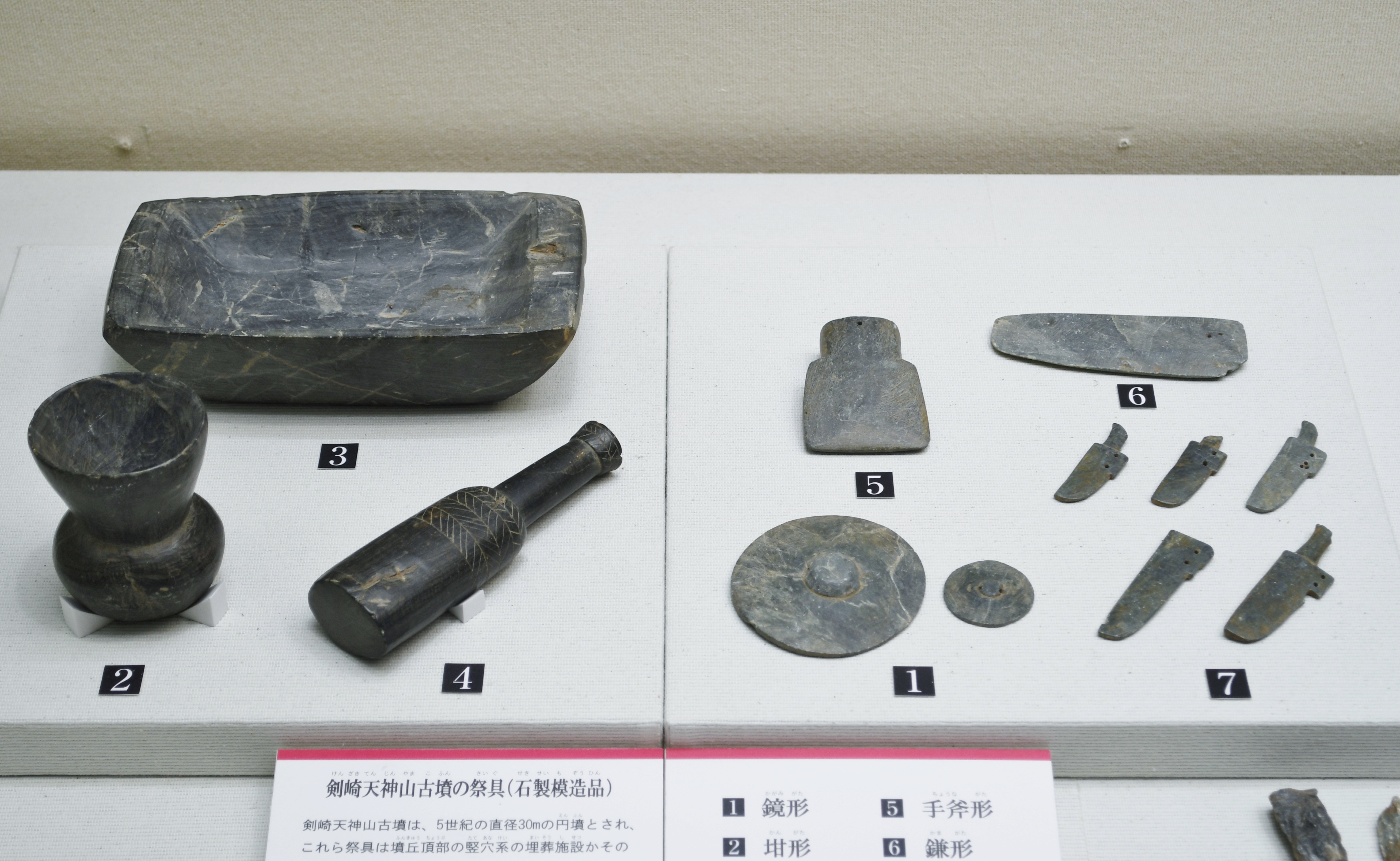
剣崎天神山古墳出土 石製模造品
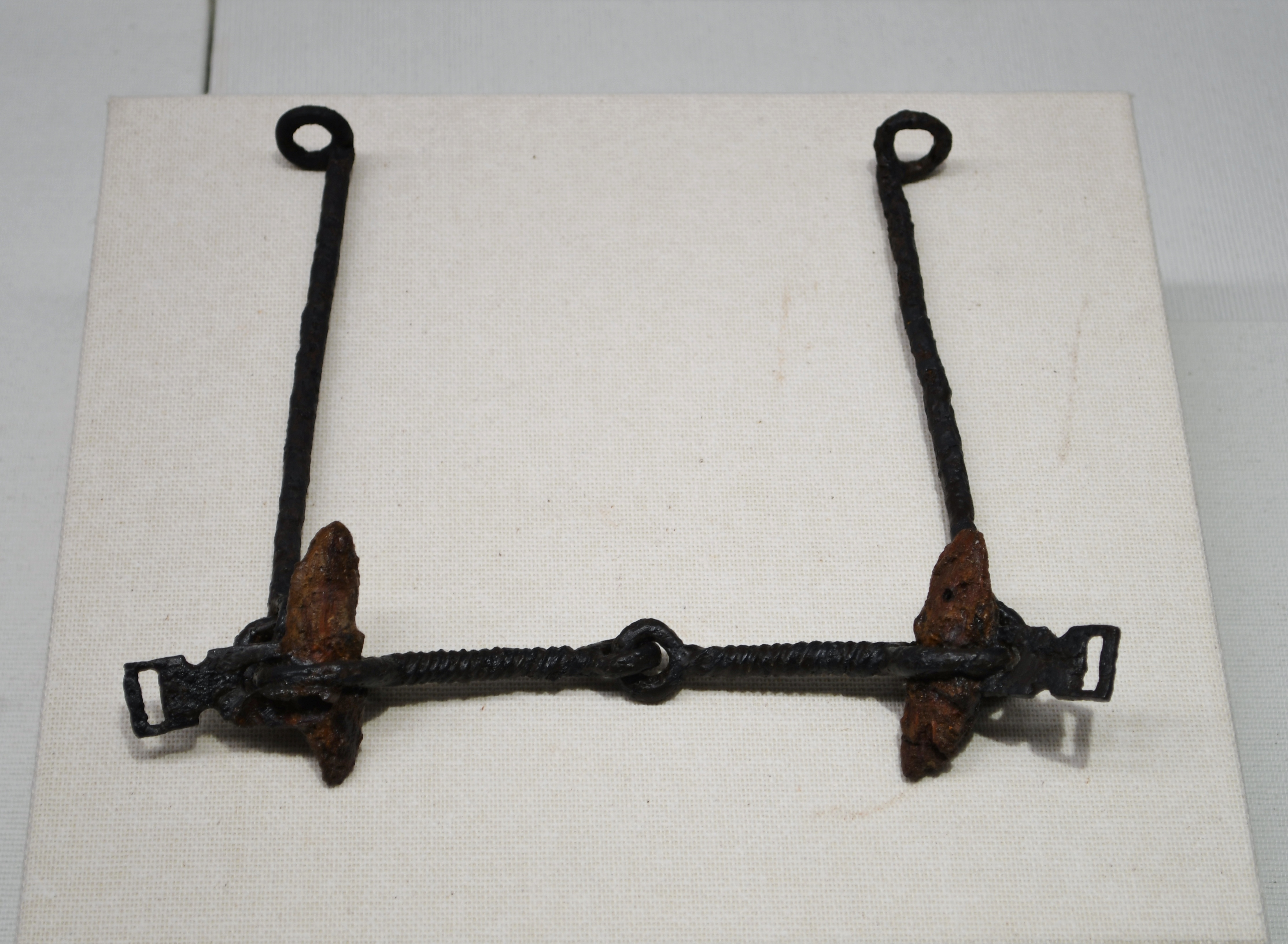
西大山遺跡1号墳出土 鉄製鑣轡
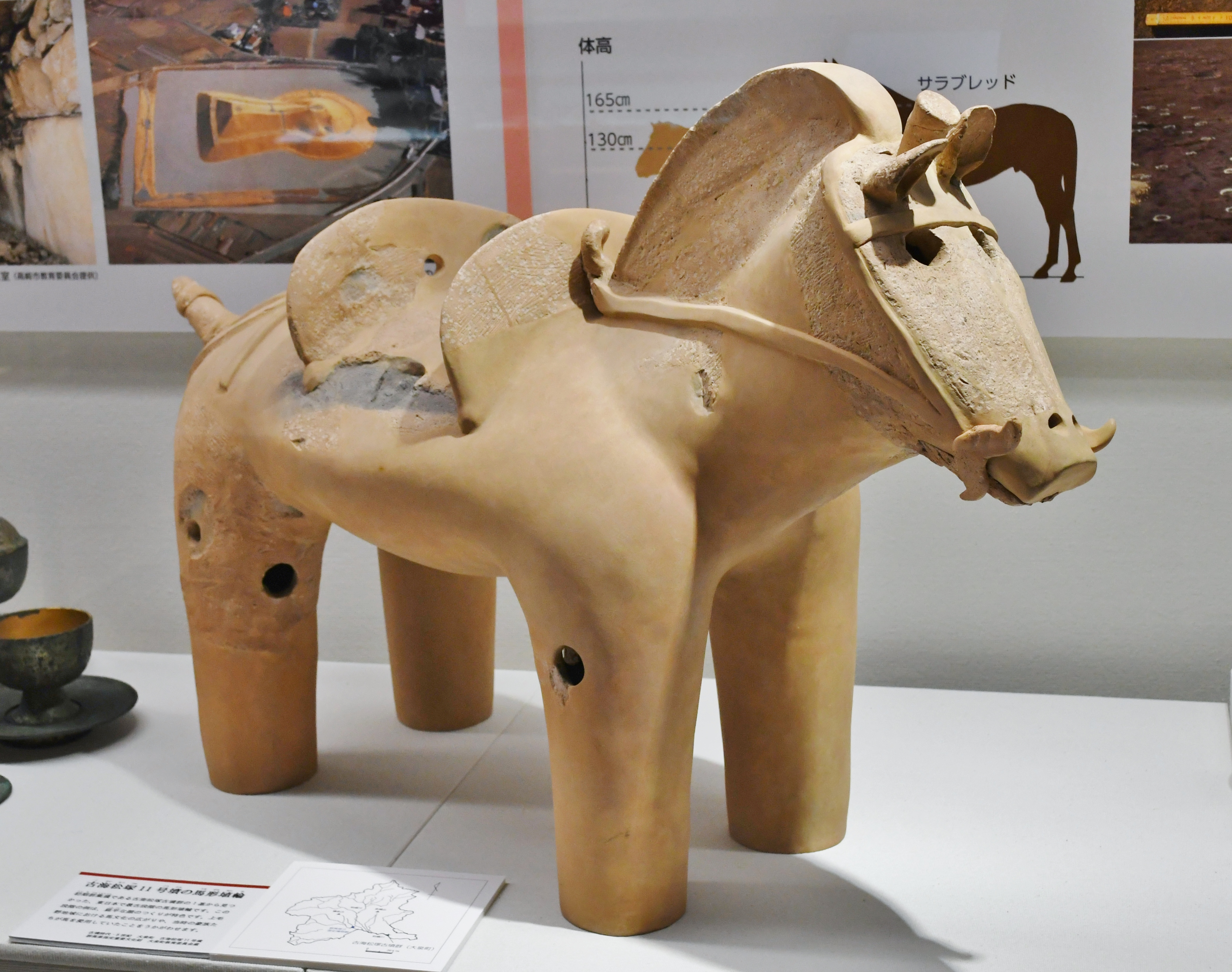
古海松塚11号墳出土 馬形埴輪

### その他

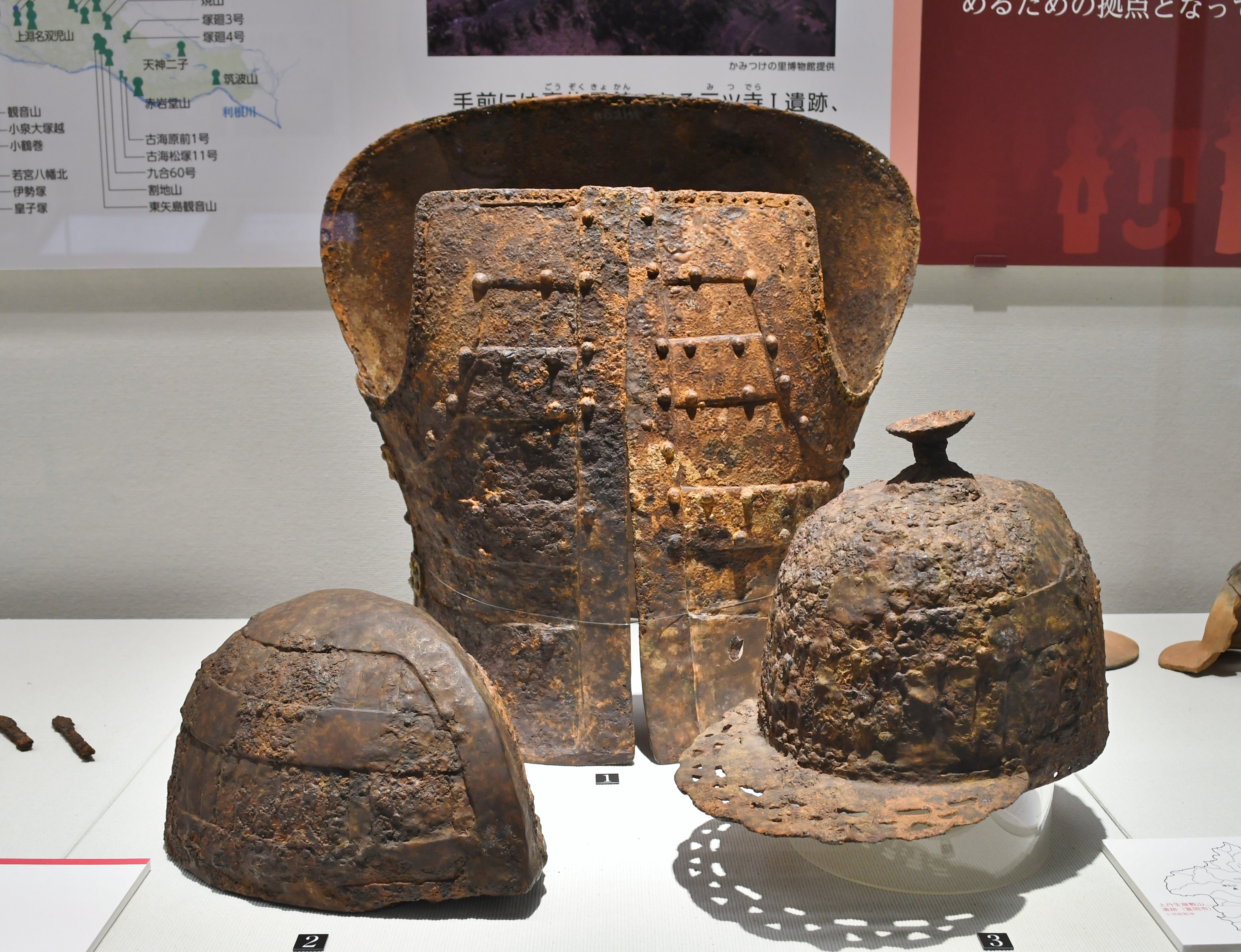
鶴山古墳出土品 群馬大学蔵。
川井稲荷山古墳出土 三角縁神獣鏡 群馬大学蔵。

### 過去の展示・収蔵物
- ガリミムス・ブラタス全身骨格化石（モンゴル国南ゴビ県産出）[10]
- ガリミムス・ブラタス幼体全身骨格化石（モンゴル国バヤンホンゴル県産出）
- モノチス化石（利根川源流井戸沢産出）
- シジミ化石（片品村・白沢村産出）
- ニッポノナイア化石（中里村産出）
- クロベガメ化石（安中市産出）

これら地学・自然史関係標本の多くは、現在は群馬県立自然史博物館や神流町恐竜センターなどに移管されている。

## アクセス
バス停「群馬の森」下車徒歩約3分
- 高崎駅東口から
  - 高崎市内循環バスぐるりん
    - 岩鼻線15系統「昭和病院行き」で約25分
    - 群馬の森線10系統「中居団地・群馬の森コース」で約26分
    - 群馬の森線9系統「健大・元島名コース」で約36分